# 北林布魯克 (紐約州)
北林布魯克（英語：North Lynbrook）是位於美國紐約州拿騷縣的普查規定居民點。

## 人口
根據2020年美國人口普查的數據，北林布魯克的面積為0.22平方千米，皆為陸地。當地共有人口747人，而人口密度為每平方千米3,395.45人。